# Chiesa di San Basilio (Venezia)
La chiesa di San Basilio (vulgo San Basegio) era un luogo di culto cattolico di Venezia, oggi scomparso. Sorgeva nel sestiere di Dorsoduro, affacciandosi su quello che è tuttora denominato campo San Basegio.

## Storia
Sarebbe sorta tra la fine del IX e la metà del X secolo: Marin Sanudo fissa la fondazione nell'870 da parte della famiglia Baseggio; altri la datano 905 o 970, ad opera dei Molin o degli Acotanto. In realtà, il primo documento che la cita è del 1143. Venne distrutta da un incendio nel 1106 e, ricostruita, crollò durante il terremoto del Friuli del 1348. Nuovamente riedificata, nel Seicento subì un restauro. Declassata da parrocchiale a succursale nel 1808, fu chiusa al culto durante il dominio napoleonico, il 18 settembre 1810. Qualche tempo dopo fu demolita (1824).

## Edificio
Gli esterni mostravano ancora la facciata trecentesca, ma gli interni erano decisamente più fastosi, di gusto barocco. Vi erano esposte pregevoli opere pittoriche di Palma il Giovane, Gerolamo Gambarato, Marco Vecellio, Leonardo Corona, Alvise Vivarini. Su uno degli altari, inoltre, era riposto il corpo del beato Pietro Acotanto, attualmente conservato a San Trovaso.